# Retrato de Luis XIV
El Retrato del rey Luis XIV o, simplemente, Luis XIV (en francés, Louis XIV), es la pintura más conocida del pintor francés Hyacinthe Rigaud, y la imagen más representativa del Gran Siglo francés. Está realizado en óleo sobre lienzo. Fue pintado en 1701. Mide 277 cm de alto y 191 cm de ancho. Se exhibe actualmente en el Museo del Louvre de París.

## Historia del cuadro
El rey Luis XIV fue uno de los más importantes monarcas de la época; durante su reinado (el más largo de las monarquías europeas) situó a Francia en el liderazgo continental y construyó el fastuoso Palacio de Versalles, dentro de un ambicioso programa de imagen que incluyó también el coleccionismo de arte y el mecenazgo. Era hijo del rey Luis XIII y de la infanta española Ana de Austria, y se casó igualmente con una infanta española, María Teresa de Austria. Su nieto, Felipe, pasó a ser rey de España con el nombre de Felipe V de España. 
Luis XIV encargó este cuadro, en principio, como regalo para este nieto suyo, Felipe V. Sin embargo, gustó tanto en la corte que nunca lo enviaron a España. Se encargó a Rigaud una réplica, pero finalmente se decidió remitir a Madrid una efigie muy distinta (Retrato de Luis XIV con armadura) actualmente en el Museo del Prado. 
La pintura fue mostrada en el salón de 1704, despertando la admiración del público de la época. Pasó a formar parte de la colección de Luis XIV y en 1712 fue reproducida en un grabado de gran formato (68 x 52 cm.) por Pierre Drevet, siguiendo un dibujo tomado del original por Jean-Marc Nattier. El dibujo se empleó para traspasar la imagen a la matriz de cobre como primer paso para grabarse, por lo cual coincide en tamaño con el retrato grabado; este dibujo se conserva en el museo de Phoenix (Estados Unidos). El cuadro original de Rigaud permaneció en las colecciones reales hasta después de la Revolución; en 1793 fue entregado al Museo Central de Artes de la República, más tarde conocido como el Museo del Louvre.
Una réplica o repetición del cuadro, igualmente pintada y firmada por Rigaud si bien de formato algo diferente, se exhibe en el Salón de Apolo del Palacio de Versalles. El Museo Condé de Chantilly posee un modello o versión pequeña que Rigaud pintó previamente a la definitiva, acaso para que el rey la aprobase.

## Análisis del cuadro
Es un cuadro de gran tamaño, que crea un prototipo de representación mayestático. Es un retrato del rey Luis XIV, realizado cuando este rey tenía entre 62 y 63 años de edad. Representa la quintaesencia del poder absoluto: la nobleza del marco antiguo en el que se entrevé una columna de mármol, sobre un amplio basamento en el que se ve una figura femenina con una espada y una balanza, la exuberante cortina de organza carmesí con ribetes dorados, y la solemnidad del Rey Sol luciendo sus ropas de coronación bordadas con la real flor de lis, que se extienden por el suelo en pesados pliegues. Destaca la minuciosidad y detalle de las vestiduras reales, con el manto forrado de armiño que repite el pliegue de la cortina, y el brocado de terciopelo azul, bordado con la flor de lis, que se imita en la tapicería del sillón y del cojín, y en el mantel de la mesa. Aparecen detalles que informan sobre la moda de la época, como son las zapatillas blancas con tacón alto y lazo rojos, medias blancas de tafetán y encajes en las muñecas. El rey lleva una voluminosa peluca de pelo natural. Para resaltar la nobleza del personaje retratado, adopta un punto de vista muy bajo.
El rey está representado en majestuosa apostura, con el cuerpo ligeramente vuelto hacia el espectador, en una postura de firmeza. Aparece con los atributos del poder: lleva a un lado la espada real, y en la mano contraria, se apoya en el cetro. La corona está detrás, sobre un cojín. 
Otros artistas del taller de Rigaud debieron trabajar en algunas partes del cuadro, pero la cara del rey, pintada sobre papel montado sobre el lienzo terminado, era obra del propio Rigaud, que produjo un retrato realista pero noble, en el que 

«La boca está cerrada, irónica y decidida, los ojos tienen un brillo duro y oscuro, la fina nariz revela intransigencia. Este soberano no es bueno ni malo, sino que se encuentra más allá de todas las categorías morales»
Andreas Prater

Rigaud muestra en este lienzo la suntuosidad palaciega, con sus materiales nobles como el mármol, las telas preciosas, los metales nobles y las joyas.